# Moniego
Moniego è una frazione del comune di Noale in provincia di Venezia.

## Geografia fisica
Moniego, una delle tre frazioni del comune di Noale, si trova a nord-est del capoluogo.

## Storia
Moniego sorge sull'antico tracciato del decumano massimo dell'agro Altinate, corrispondente all'attuale Strada Statale "Noalese". Come per altre località vicine si può ipotizzare però che le origini non siano romane, ma più recenti.
Numerose sono le testimonianze della presenza di un villaggio durante il Medioevo, con una pieve e un centro fortificato. Il villaggio era inoltre suddiviso in diverse località minori, delle quali solo alcune sono ancora identificabili. La zona settentrionale del villaggio ai confini con la comunità di Scorzè era chiamata dei Ronchi, toponimo che identifica ampie aree boschive ridotte ad agricoltura o pascolo. Più a sud, in direzione di Robegano si trovava il Boscarone toponimo che ricorda la presenza di una folta selva. Ad est seguendo l'antico tracciato del decumano romano, si incontra la località delle Fosse amministrata però in epoca medievale dalla comunità di Scorzè.
Moniego similmente ad altri centri della zona era dotata di un recinto difensivo, del quale gli abitanti si servivano in caso di pericolo. Le cronache del tempo non regalano molte informazioni, ma si conosce esattamente l'anno di distruzione della fortificazione avvenuta per mano di Ezzelino da Romano nel 1234. Caduto il castello, che non fu più ricostruito, il centro della vita del villaggio divenne la Pieve di Santa Maria Assunta menzionata già nel 1297 nelle Rationes Decimarum Italiae.

## Monumenti e luoghi d'interesse
- Chiesa di Santa Maria Annunziata. Edificio di origine trecentesca, contiene diverse opere d'arte ed è affiancato da uno slanciato campanile del XVI secolo.

## Cultura

### Eventi
- Sagra di Sant'Urbano: annualmente a Moniego il 25 maggio si svolge la Sagra di S. Urbano
- Palio di Noale: la frazione di Moniego partecipa al Palio di Noale con una sua contrada dedicata a Sant'Urbano, in quanto si crede che un tempo a Moniego vi fosse una chiesetta dedicata proprio a papa S. Urbano; tale contrada è contraddistinta dai colori bianco ed azzurro ed i suoi contradaioli nel medioevo erano soprattutto allevatori di piccoli animali da cortile, coltivatori e fabbricatori di candele.
- Sagra di San Valentino

## Parco Naturale del Draganziolo
Il territorio di Moniego è attraversato dal fiume Draganziolo, lungo il quale è stata costituita una riserva ed un parco naturale protetti dal WWF. Qui vi abitano varie specie di piante e di animali che rendono la flora del parco una zona molto frequentata per tranquillità e naturalità.

## Geografia antropica

### Urbanistica
Moniego sorge sulla SR 515 "Noalese" che collega Treviso a Padova.
La frazione è servita dai mezzi della Sita e de La Marca e ha fermate lungo la linea Treviso - Noale - Padova.